# Águeda Flores
Águeda Flores y Talagante, nombre castellanizado de Agatha Blumenthal (Talagante, 1541 - Santiago, agosto de 1632), fue una influyente terrateniente criolla que poseía extensos territorios, lo que la consolidó en la mujer más acaudalada de la época colonial chilena.

## Biografía
Nació en 1541 en territorios de Talagante, Reino de Chile. Hija del conquistador alemán Bartholomeus Blumenthal (hijo de Johann Blumenthal y de Agatha Welzer) y de Elvira, cacica de Talagante (hija del cacique mapuche Tala Canta Ilabe y de Llanka Curiqueo). 

### Ascendencia
El alemán Bartholomeus Blumenthal (Bartolomé Flores en español castellano), fue uno de los compañeros de Pedro de Valdivia en la Conquista de Chile. De profesión carpintero, recibió enormes encomiendas y mercedes de tierras. Se unió a Elvira Curiqueo de Talagante, princesa inca, la hija del cacique de Talagante, Tala Canta Ilabe —uno de los más respetados por los conquistadores— y en 1541 tuvo a Águeda, hija natural que se transformó en la heredera universal de todo el territorio de su padre, que incluía la viña que había plantado en la "Cuesta del Alemán" (actual Viña del Mar).
El testamento de Flores otorgado en 1585 (') dice: "Nombro por mi universal heredera a Doña Águeda Flores, mi hija natural, a la cual reconozco por tal mi hija natural para que lo haya y herede todo con cargo que no revoque ni contravenga, las donaciones que tengo hechas a los indios de Talagante y Putagán".

## Matrimonio e hijos
Águeda Flores se casó con el noble y condecorado capitán alemán Pedro Lisperguer de Wittenberg, el cual era dueño de la encomienda de Cauquenes y Purapel, entregadas el año 1558 por García Hurtado de Mendoza. Con el matrimonio quedaron unidas las tres encomiendas. El hijo de este matrimonio, Pedro Lisperguer y Flores, que había heredado tierras en Peñaflor, trasladó a parte de los indígenas desde allí a estas tierras, aproximadamente en 1624. Era tanta la opulencia de Águeda pese a ser criolla, que muchos de sus parientes anteponían el apellido Flores al propio. Por ejemplo su hija Magdalena Lisperguer y Flores, firma un documento presentado al Cabildo, como Magdalena Flores. 
De este matrimonio nacieron:
1. María Teresa Lisperguer de Wittenberg y Flores (c.1565-)
2. Juan Rodulfo Lisperguer de Wittenberg y Flores (c.1576-29 de septiembre de 1606)
3. Federico Lisperguer de Wittenberg y Flores (c.1570- 22 de septiembre de 1581)
4. Bartolomé Lisperguer de Wittenberg y Flores
5. Fadrique Lisperguer de Wittenberg y Flores (c.1571)
6. Mauricio Lisperguer de Wittenberg y Flores (1575-1623)
7. Pedro Lisperguer de Wittenberg y Flores (22 de septiembre de 1581-18 de febrero de 1626)
8. Magdalena Lisperguer de Wittenberg y Flores (c.1583-1648),
9. Catalina Lisperguer de Wittenberg y Flores (c.1585-1620); madre de Catalina de los Rios y Lisperguer (La Quintrala).

Dos de sus nietas, doña Agüeda y doña Catalina, tuvieron fama de '"encantadoras", en otras palabras -'brujas", a quienes se acusaba de pactos maléficos, muertes y envenenamientos. Ambas trataron de envenenar al gobernador Alonso de Ribera y mataron al indio que usaron para esto, a fin de no dejar rastros. 
En concreto según información de la familia, Agueda tenia un noviazgo con Alonso de Rivera, quien para sentar mayor influencia como Gobernador de Chile, contrae nupcias con la española Inés de Córdoba, luego por despecho Agueda y Catalina orquestan envenenar al Gobernador, y para esto utilizan al indio que es muerto más tarde.
Para evitar mayores problemas, Agueda se casa con Juan Cardenas de Añasco y parte a Lima. Sin embargo, más tarde vuelve a Chile.
Doña Águeda poseía su casa junto a la Plaza de Armas, y otra de veraneo al otro lado de la Cañada, esto es en la actual Alameda esquina de calle Carmen. Águeda falleció a los 91 años (una edad muy avanzada para la época), luego de haber hecho su testamento cerrado, ante el escribano Rutal en agosto de 1632.

## Filmografía
Cine
- La Quintrala, doña Catalina de los Ríos y Lisperguer, película argentina dirigida por Hugo del Carril y Milagros de la Vega en el rol de Águeda (1955).

Televisión
- La Quintrala:[3] miniserie, dirigida por Vicente Sabatini y Malú Gatica en el rol de Águeda (1986)
- La doña, telenovela, dirigida por Vicente Sabatini y Luz Jiménez en el rol de Águeda (2011)